# Воскресенский собор (Киев, Украинская православная церковь)
Собо́р Воскресе́ния Христо́ва (Кафедра́льный собор Воскресения Христова) — строящийся в Киеве собор Украинской православной церкви (МП). Должен стать самым большим храмом этой конфессии на Украине.

## Проектное решение
Строительство ведётся с 2007 года по адресу: Железнодорожное шоссе, 3 (станция метро «Лыбедская»). Общая площадь 22 000 м². Комплекс включает резиденцию митрополита Киевского, офисные помещения, духовную школу, гостиницу, ресторан, телестудию, кинотеатр, конференц-зал на тысячу человек, спортивный комплекс, а также подземный гараж на 126 машин. Комплекс будет включать 9-этажную колокольню. Собор рассчитан на 5000 прихожан и будет включать три алтаря ― один главный и два дополнительных. Проект разработал Олег Калиновский. В октябре 2014 года осуществлено перекрытие собора металлическими балками на высоте 8,100. Количество основных 18-метровых балок — 24, малых балок такое же количество по периметру размером 6 м. Конструкции подготовлены к железобетонному перекрытию. У входа на территорию установлена часовня в честь святого князя Ярослава Мудрого.

## История
Митрополит Владимир (Сабодан) освятил место под строительство собора 2 июня 2007 года. 11 февраля 2010 года он же освятил на стройплощадке буровую технику и первые опытные сваи. Изначально строительство планировалось к завершению в 2011 году.
С 26 марта 2013 года указом митрополита Владимира епископ Бородянский Варсонофий (Столяр) назначен ключарём строящегося в Киеве собора в честь Воскресения Христова. В июне 2013 года построена вторая церковь на первом этаже собора, Андрее-Владимирский храм, выполнена в византийском стиле. Помещение церкви высотой 7 м вмещает около 300 человек. Это первая на Украине церковь, названная одновременно в честь апостола Андрея Первозванного и князя Владимира.

## Просветительская работа
На территории Воскресенского кафедрального собора с 2009 года существует Духовно-просветительский центр УПЦ, главный руководитель центра Ксения Зозуля. В рамках центра функционирует около двадцати постоянно действующих проектов и 7-8 сезонных. В «Соборной галерее» круглый год проводятся выставки, фестивали, конкурсы, занятия студий и кружков, лекции. Кроме воскресной школы для разных категорий людей, есть занятия с людьми, у которых проблемы со слухом, мастерская живописи и иконописи.

## Конструктивные характеристики
- Официальное название строительного проекта ― «Кафедральный собор с административными и хозяйственными помещениями и гостевой автостоянкой на Железнодорожном шоссе, 3, в Печерском районе г. Киев».
- Площадь — 22 000 м2;
- Вместимость — 5000 прихожан;
- Строительный объём — ?
- Высота купола с крестом (заявленная) — 120 м.